# Джонхан
Юн Джонхан (кор. 윤정한?, 尹淨漢?; род. 4 октября 1995 года, Хвансон, Кёнгидо, Республика Корея), наиболее известный как Джонхан (кор. 정한) — южнокорейский певец, участник южнокорейского бойз-бэнда SEVENTEEN, вокальной подгруппы и саб-юнита JxW.

## Ранняя жизнь и образование
Юн Джонхан родился в Хвасоне, Республика Корея. У него есть младшая сестра. Джонхан учился в средней школе Хяннам и окончил ее в 2014 году по «специальности естественные науки». В 2022 году он поступил в магистратуру университета Анян по специальности «K-pop и бизнес-администрирование» на факультете прикладной музыки.

## Карьера

### 2012–2014: Пре-дебют
Джонхан был замечен агентством Pledis Entertainment на станции метро. После прохождения кастинга он присоединился к Pledis в 2013 году и в течение следующих двух лет проходил обучение. Он регулярно появлялся в онлайн-реалити-шоу «Seventeen TV», которое представляло стажёров Pledis как потенциальных участников будущей мужской группы Seventeen начиная с третьего сезона. Шоу периодически транслировалось на Ustream, где стажеры показывали свои тренировки, пение, создание хореографий и игры. Также в онлайн-шоу участвовали в концертах под названием «Like Seventeen».

### 2015–наст. время: Seventeen и сольная деятельность
В 2015 году Джонхан дебютировал как участник южнокорейской бой-группы Seventeen с мини-альбомом 17 Carat 26 мая.

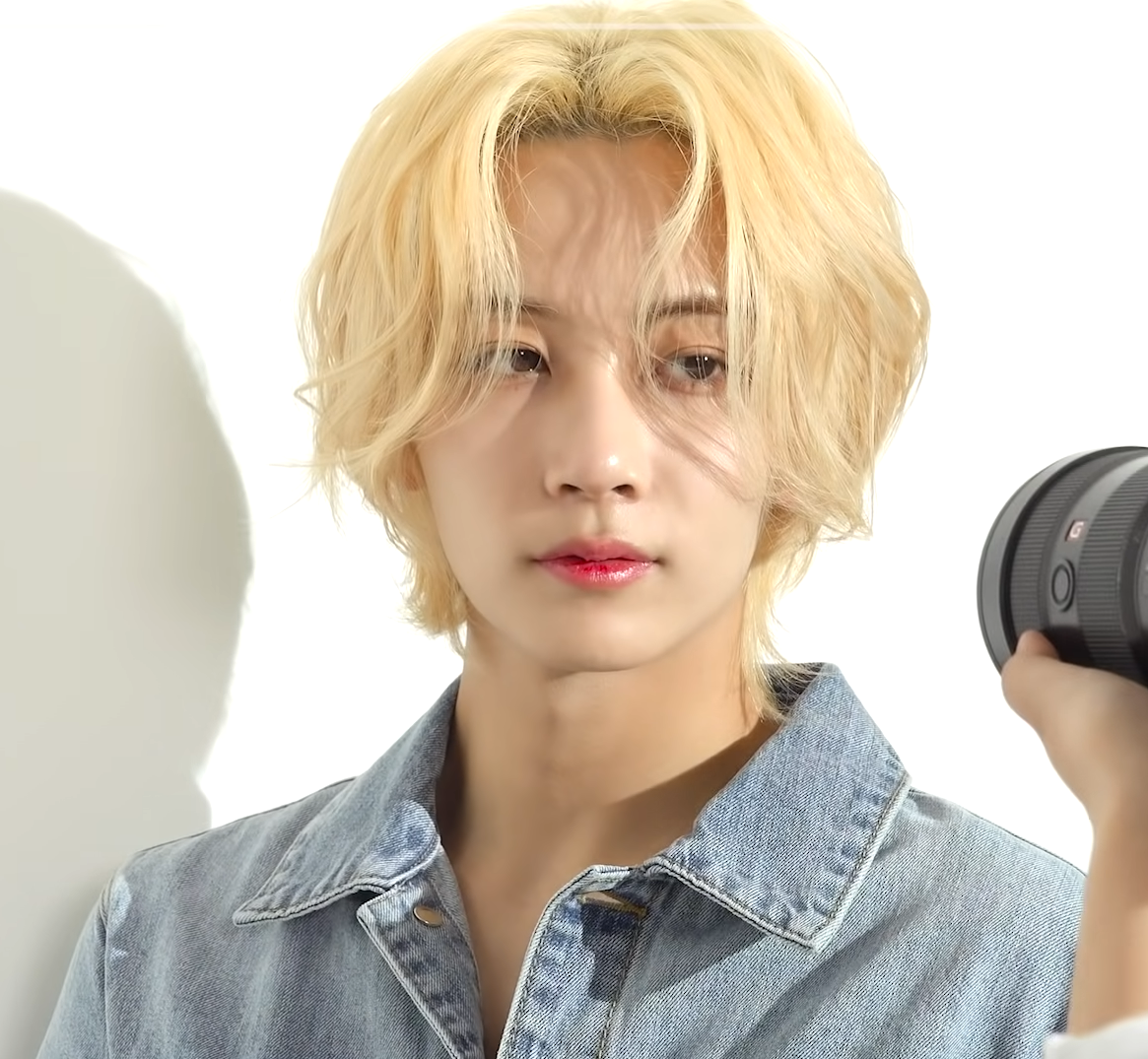
Джонхан, 2021 год

16 сентября 2021 года Джонхан выпустил цифровую песню «Dream» на корейском и японском языках, написанную и спродюсированную им самим и постоянным соавтором по Seventeen, Prismfilter.
В марте 2022 года Джонхан выпустил кавер-версию песни японского музыканта Mosawo «Aitai» в рамках продолжающейся серии #17Studio от Seventeen. В апреле Джонхан был объявлен новым ведущим программы «School of Lock» на Tokyo FM — еженедельного радиошоу, в котором участвуют музыканты, стремящиеся «держать ключ к будущему». Он занимал эту должность до декабря 2023 года, когда его сменил участник группы Дино. В июне Джонхан перенёс операцию на локте. Было заявлено, что он продолжит участвовать в запланированных мероприятиях группы, таких как мировой тур «Be The Sun», хотя и будет носить гипс и фиксатор, а также продолжит получать медицинские консультации.
В 2023 году Джонхан и Дино приняли участие в реалити-шоу MBC every1 «Magic Lamp» (кор. 요술램프) вместе с Ким Джэджуном, Кан Хи, Ли Чжу Аном, Джунпи и Таном. Программа транслировалась в сентябре и октябре того же года и включала совместные поездки группы в Монпелье, Франция. 14 декабря 2023 года Pledis объявили, что Джонхан перенёс операцию на лодыжке и будет отсутствовать на туре «Follow» и запланированных мероприятиях группы. 23 февраля 2024 года Pledis сообщили, что здоровье Джонхана улучшилось, и он вернётся из своего отпуска с марта.
В июне 2024 года Джонхан и его коллега по группе Вону дебютировали как новая подгруппа под названием JxW с мини-альбомом This Man в июне 2024 года. В трек-лист альбома вошёл первый коммерчески выпущенный сольный трек Джонхана под названием «Beautiful Monster». Достигнув коммерческого успеха, This Man побил рекорд продаж за первую неделю для альбома, выпущенного K-pop подгруппой, за четыре дня после его выхода.
В августе 2024 года Джонхан и японский актёр Кэнто Ямадзаки приняли участие в тревел-шоу «Чудесное путешествие Ямадзаки Кэнто и Джонхана по Корее» (яп. 山﨑賢人×Jeonghan 奇跡旅in韓国), которое транслировалось на Nippon TV и Hulu Japan. 27 января 2025 года Джонхан выпустил песню «Better Half» с участием японской группы Omoinotake. Японская версия песни была включена во второй альбом Omoinotake Pieces, выпущенный два дня спустя.

## Другая деятельность

### Мода и продвижение

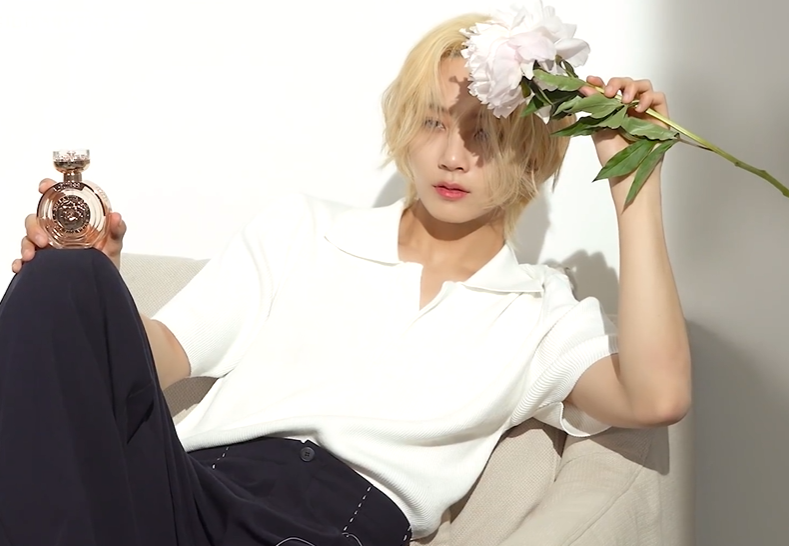
Джонхан для Banila Co., 2021 год

21 октября 2021 года Джонхан был выбран новым послом южнокорейского косметического бренда Banila Co. с целью расширения присутствия компании на японском рынке за счёт его популярности. Бизнес-партнёрство продлилось до 2024 года, и Banila Co. использовала участие Джонхана в «Nana Tour» для продвижения своих продуктов. 4 сентября 2023 года Джонхан был назначен новым глобальным послом южнокорейского бренда одежды Acme De La Vie.
В январе 2023 года Джонхан посетил мужской показ коллекции осень-зима 2023–2024 французского дома моды Yves Saint Laurent на Парижской неделе моды. Его присутствие на показе совпало с публикацией фотосессий в журналах Dispatch Korea и GQ Korea и обложкой и фотосессией с коллегой по группе Джуном для журнала Elle Korea. Позже в том же году он посетил весенний/летний показ бренда в Берлине. В марте 2024 года, после возвращения к работе после травмы, он принял участие в мужском показе коллекции осень-зима 2024 в Париже. Его участие в мероприятии было освещено Кевином Понсе для американского журнала VMan.
3 июня 2024 года Джонхан был назначен новым послом бренда Acqua di Parma. 10 августа было объявлено, что Джонхан станет новым послом южнокорейского бренда очков Speculum вместе с коллегой по группе The8. Джонхан был представлен на обложке сентябрьского выпуска южнокорейского мужского журнала Man Noblesse за 2024 год в сотрудничестве со швейцарским производителем роскошных часов Hublot. В октябре того же года он принял участие в кампании Пола Смита «Сезон веселья и игр» в рамках коллекции осень-зима.

## Публичный имидж
Джонхан получил прозвище «Ангел» от СМИ и фанатов из-за того, что дата его рождения (4 октября, или 1004 на корейском: 천사, новая романизация: cheonsa) является омофоном корейского слова «ангел». Это, а также его «ангельская внешность», способствовало возникновению этого прозвища.
Джонхан пользуется большой популярностью, особенно в Японии, где он часто попадает в десятку самых популярных знаменитостей по японским рейтингам. Он также стабильно занимает высокие места в рейтинге репутации брендов среди айдолов по версии GP Korea. В 2022 году фотографии Джонхана в Сибуе, Токио, опубликованные им в Instagram, вдохновили его поклонников на создание фотозон, где они выстраивались в очереди, чтобы повторить его снимки.

## Личная жизнь
В августе 2024 года агентство Pledis Entertainment объявило, что Джонхан не будет участвовать в мировом туре Seventeen «Right Here», так как он будет призван в южнокорейские вооружённые силы к началу тура в октябре. 12 сентября Pledis объявили, что дата его призыва назначена на 26 сентября. В этот день он официально начал свою службу в качестве социального работника.

## Фильмография

### Телешоу
| Год  | Название                                                                                     | Роль             | Примечания                           | Ист.   |
| ---- | -------------------------------------------------------------------------------------------- | ---------------- | ------------------------------------ | ------ |
| 2024 | Чудесное путешествие Ямадзаки Кэнто и Джонгана по Корее (яп. 山﨑賢人×Jeonghan 奇跡旅in韓国) | Актёрский состав | Также распространяется на Hulu Japan | [ 21 ] |

### Веб-шоу
| Год       | Название     | Роль             | Ист.   |
| --------- | ------------ | ---------------- | ------ |
| 2013–2014 | Seventeen TV | Актёрский состав | [ 48 ] |
| 2023      | Magic Lamp   | Актёрский состав | [ 49 ] |

### Радио
| Год       | Название       | Станция  | Роль                                                          | Ист.   |
| --------- | -------------- | -------- | ------------------------------------------------------------- | ------ |
| 2022–2023 | School of Lock | Tokyo FM | Постоянный ведущий, первый понедельник-четверг каждого месяца | [ 50 ] |

## Дискография

### Сольные песни и каверы
| Название                                                                               | Год  | Наивысшая позиция в чарте | Наивысшая позиция в чарте | Наивысшая позиция в чарте | Альбом             | Примечания                             |
| Название                                                                               | Год  | KOR                       | JPN Hot                   | JPN Dig                   | Альбом             | Примечания                             |
| -------------------------------------------------------------------------------------- | ---- | ------------------------- | ------------------------- | ------------------------- | ------------------ | -------------------------------------- |
| «Dream»                                                                                | 2021 | —                         | —                         | —                         | Неальбомные синглы | Выпущен на корейском и японском языках |
| Aitai (яп. 会いたい, I want to see you)                                                | 2022 | —                         | —                         | —                         | Неальбомные синглы | Mosawo кавер                           |
| «Betting» (с Катори Шинго, Мингю и Сынкваном)                                          | 2023 | —                         | 31                        | —                         | Война ловушек OST  | —                                      |
| «Last Night» (кор. 어젯밤; гитара Пак Чжу Вон) (с Вону)                                | 2024 | 25                        | 3                         | 34                        | This Man           | —                                      |
| «Beautiful Monster»                                                                    | 2024 | —                         | —                         | —                         | This Man           | —                                      |
| «Better Half» (с Omoinotake)                                                           | 2025 | 69                        | —                         | 30                        | Pieces             | Выпущен на корейском и японском языках |
| «—» означает запись, которая не попала в чарты или не была выпущена на этой территории |      |                           |                           |                           |                    |                                        |

## Композитор
Все титры адаптированы Корейской ассоциацией авторских прав на музыку, если не указано иное.
| Год  | Артист    | Песня                                                   | Альбом             | Лирика  | Лирика                                                                                                 | Музыка  | Музыка                              | Примечания                  |
| Год  | Артист    | Песня                                                   | Альбом             | Участие | Совместно                                                                                              | Участие | Совместно                           | Примечания                  |
| ---- | --------- | ------------------------------------------------------- | ------------------ | ------- | --- | ------- | ----------------------------------- | --------------------------- |
| 2017 | Seventeen | «Don't Wanna Cry» (кор. 울고 싶지 않아)"                | Al1                | Yes     | Bumzu, S.Coups, Woozi, Hoshi, Andrew Taggart, Guy Berryman, Mark Buckland, Will Champion, Chris Martin | No      | N/A                                 |                             |
| 2017 | Seventeen | «We Gonna Make It Shine» (Вокальная подгруппа)          | Неальбомный сингл  | Yes     | Bumzu, Woozi, DK, Seungkwan, Joshua                                                                    | No      | N/A                                 |                             |
| 2017 | Seventeen | «Without You» (кор. 모자를눌러쓰고)                     | Teen, Age          | Yes     | Bumzu, S.Coups, Woozi, Dino, Hoshi, Vernon, Mingyu, DK, The8                                           | No      | N/A                                 |                             |
| 2017 | Seventeen | «Clap» (кор. 박수)                                      | Teen, Age          | Yes     | Bumzu, Woozi, Hoshi, Mingyu, DK, Seungkwan                                                             | No      | N/A                                 |                             |
| 2017 | Seventeen | «Flower» (S.Coups, Сынкван, Вону, The8, Джонхан & Дино) | Teen, Age          | Yes     | Bumzu, S.Coups, Woozi, Wonwoo, Dino, Seungkwan, The8                                                   | No      | N/A                                 |                             |
| 2017 | Seventeen | «Campfire» (кор. 캠프파이어)                            | Teen, Age          | Yes     | Bumzu, S.Coups, Woozi, Wonwoo, Vernon, Mingyu, DK, Seungkwan, The8                                     | No      | N/A                                 |                             |
| 2018 | Seventeen | «Falling for U» (Джонхан и Джошуа)                      | Director's Cut     | Yes     | Bumzu, Woozi, Joshua                                                                                   | Yes     | Bumzu, Jeong Jae-won, Woozi, Joshua |                             |
| 2020 | Seventeen | «Ah! Love» (S.Coups, Джонхан и Джошуа)                  | Semicolon          | Yes     | Bumzu, S.Coups, Woozi, Joshua                                                                          | No      | N/A                                 |                             |
| 2021 | Seventeen | «In The Soop»                                           | Неальбомные синглы | Yes     | Woozi, Wonwoo, Dino, Hoshi, Mingyu, DK, Joshua                                                         | No      | N/A                                 |                             |
| 2021 | Джонхан   | «Dream»                                                 | Неальбомные синглы | Yes     | Glenn                                                                                                  | Yes     | Glenn, Nmore                        | Японская и корейская версии |

### Комментарии
1. ↑  "Beautiful Monster" не попал в цифровой чарт Circle, но достиг 16-го места в чарте скачиваний компонентов.[55]
2. ↑  "Better Half" не попала в "Billboard Japan" Hot 100, но достигла 28-го места в чарте скачиваний компонентов.[56]
3. ↑  Только японская версия, корейская версия является синглом без альбома.